# Alexandre Martínez Palau
Alexandre Martínez Palau, noto anche con lo pseudonimo di Àlex Martínez (Andorra la Vella, 10 ottobre 1998), è un calciatore andorrano, attaccante dell'UE Santa Coloma e della nazionale andorrana.

## Carriera

### Club
Ha giocato nella prima divisione andorrana.

### Nazionale
Ha giocato nelle nazionali giovanili andorrane Under-17, Under-19 ed Under-21.
Il 10 ottobre 2016, in occasione del match contro la Svizzera, valido per le qualificazioni per il campionato mondiale di calcio 2018, ha segnato il suo primo gol con la maglia della nazionale andorrana.

## Statistiche

### Cronologia presenze in nazionale
| Cronologia completa delle presenze e delle reti in nazionale ― Andorra | Cronologia completa delle presenze e delle reti in nazionale ― Andorra | Cronologia completa delle presenze e delle reti in nazionale ― Andorra | Cronologia completa delle presenze e delle reti in nazionale ― Andorra | Cronologia completa delle presenze e delle reti in nazionale ― Andorra | Cronologia completa delle presenze e delle reti in nazionale ― Andorra | Cronologia completa delle presenze e delle reti in nazionale ― Andorra | Cronologia completa delle presenze e delle reti in nazionale ― Andorra |
| Data                                                                   | Città                                                                  | In casa                                                                | Risultato                                                              | Ospiti                                                                 | Competizione                                                           | Reti                                                                   | Note                                                                   |
| ---------------------------------------------------------------------- | ---------------------------------------------------------------------- | ---------------------------------------------------------------------- | ---------------------------------------------------------------------- | ---------------------------------------------------------------------- | ---------------------------------------------------------------------- | ---------------------------------------------------------------------- | ---------------------------------------------------------------------- |
| 2-9-2021                                                               | Andorra la Vella                                                       | Andorra                                                                | 2 – 0                                                                  | San Marino                                                             | Qual. Mondiali 2022                                                    | -                                                                      | 86’                                                                    |
| 5-9-2021                                                               | Londra                                                                 | Inghilterra                                                            | 4 – 0                                                                  | Andorra                                                                | Qual. Mondiali 2022                                                    | -                                                                      | 74’                                                                    |
| 10-6-2025                                                              | Leskovac                                                               | Serbia                                                                 | 3 – 0                                                                  | Andorra                                                                | Qual. Mondiali 2026                                                    | -                                                                      | 66’                                                                    |
| Totale                                                                 |                                                                        | Presenze                                                               | 3                                                                      |                                                                        | Reti                                                                   | 0                                                                      |                                                                        |

## Palmarès

### Club

#### Competizioni regionali
- Primera Catalana: 1

FC Andorra: 2018-2019

#### Competizioni nazionali
- Campionato andorrano: 1

Atlètic Escaldes: 2022-2023
- Copa Constitució: 2

Atlètic Escaldes: 2022
UE Santa Coloma: 2024